# Flo Wagenaar
Flo Wagenaar is een personage uit de Nederlandse soapserie Goede tijden, slechte tijden. Hij wordt sinds 5 september 2018 gespeeld door acteur door Roel Dirven. Dit was de derde keer dat er een homoseksueel personage aan de hoofdcast werd toegevoegd.

## Achtergrond
Nadat Sjoerd Bouwhuis uit de serie vertrok, was GTST op zoek naar een nieuwe man in dezelfde leeftijdscategorie. In de zomer van 2018 werd daarom het personage, vertolkt door Roel Dirven, in de serie geïntroduceerd als een van de nieuwe vaste rollen. Dirven was eerder in 2012 en in 2016 in een korte gastrol te zien als Bas van Dam en de tweede keer als Henk Hooijmans.
Het personage is vaak bezig met zorgen voor het milieu en tegengaan van de opwarming van de aarde. In november 2018 kwam naar buiten dat een sponsoring tussen milieuorganisatie Urgenda en GTST er deels voor heeft gezorgd dat het personage zich bezighoudt met milieubewustzijn.

## Verhaal
Flo houdt zich veel bezig met het milieu. Hij maakt ook vlogs over hetzelfde onderwerp. In de vlogs is hij oprecht en best fanatiek. Flo is student Aardwetenschappen en onder andere de begeleider van de werkgroep van Q Bouwhuis.  Hij heeft een passievolle relatie met Lucas Sanders. Flo en Lucas ontmoeten elkaar in café De Koning en de vonk slaat direct over. Lucas doet er alles aan om het hart van Flo te veroveren en begint zich meer met het milieu bezig te houden om indruk te maken op Flo. Hierin slaat Lucas echter door: om het kappen van een boom te voorkomen ketent hij zich eraan vast. Dit gaat voor Flo te ver en ze eindigen hun relatie. Toen Flo het echter wilde goedmaken, betrapte hij Lucas met een ander. Na een tijdje hebben ze elkaar toch vergeven en vertrekken de twee in december tijdelijk naar Amerika om de vader van Lucas, Stefano Sanders, te ontmoeten en daar kerst mee te vieren.
Flo kan het goed vinden met Lucas Sanders, Q Bouwhuis, Kimberly Sanders en Nina Sanders.